# カイル・レグナルト
カイル・アダム・レグナルト（Kyle Adam Regnault、1988年12月13日 - ）は、アメリカ合衆国・ロードアイランド州プロビデンス出身のプロ野球選手（投手）。左投左打。現在は、フリーエージェント (FA) 。

## 経歴

### プロ入りと独立リーグ時代
大学卒業時にMLBのドラフトで指名されず、2012年に独立リーグ・カナディアン・アメリカン・リーグ（カンナムリーグ）のウースター・トルネードズに入団してプロキャリアをスタートさせた。
2013年からはケベック・キャピタルズに移籍、2014年まで2年間所属した。カンナムリーグ3年間の通算成績は、83試合に登板し9勝14敗3セーブ。

### メッツ傘下時代
2014年10月20日にニューヨーク・メッツとマイナー契約を結んだ。
2015年は主にA+級、2016年は主にAA級でプレー。
2017年にAAA級ラスベガス・フィフティワンズに初昇格。34試合に登板し、5勝0敗、防御率3.28の成績を残した。
2018年もAAA級ラスベガス・フィフティワンズで48試合に登板し、4勝1敗3セーブ、防御率4.77を記録した。

### 広島時代
2018年11月16日に広島東洋カープと契約を結んだ。
2019年は開幕から左のリリーバーとして安定感抜群の投球をし、6月まで35試合に登板し、4勝0敗13ホールド、防御率0.45、自責点は39回1/3を投げて僅か2点（失点5）だった。しかし7月以降は17試合で2勝3敗2ホールド、防御率9.00と振るわず、シーズン終了後に戦力外となった。

### 広島退団後
2020年2月7日にサンディエゴ・パドレスとマイナー契約を結んだが、5月27日に自由契約となった。
2023年8月29日に独立リーグ・アトランティックリーグのロングアイランド・ダックスと契約を結んだ。9月16日に自由契約となった。

## プレースタイル・人物
最速152kmのストレートにカーブ・スライダー・チェンジアップを織り交ぜて三振を奪う本格派左腕。パワーカーブを得意球にしており、ハンマーを振り下ろしたときのような落差と力強さがあることから母国のアメリカでは「ハンマーカーブ」と呼ばれていた。
ラーメンが大好きで、登場曲にチャルメラの効果音を使用している。

## 詳細情報

### 年度別投手成績
| 年 度     | 球 団     | 登 板 | 先 発 | 完 投 | 完 封 | 無 四 球 | 勝 利 | 敗 戦 | セ 丨 ブ | ホ 丨 ル ド | 勝 率 | 打 者 | 投 球 回 | 被 安 打 | 被 本 塁 打 | 与 四 球 | 敬 遠 | 与 死 球 | 奪 三 振 | 暴 投 | ボ 丨 ク | 失 点 | 自 責 点 | 防 御 率 | W H I P |
| --------- | --------- | ----- | ----- | ----- | ----- | -------- | ----- | ----- | -------- | ----------- | ----- | ----- | -------- | -------- | ----------- | -------- | ----- | -------- | -------- | ----- | -------- | ----- | -------- | -------- | ------- |
| 2019      | 広島      | 52    | 0     | 0     | 0     | 0        | 6     | 3     | 0        | 15          | .667  | 265   | 59.1     | 53       | 7           | 34       | 7     | 3        | 67       | 0     | 1        | 25    | 22       | 3.34     | 1.47    |
| 通算：1年 | 通算：1年 | 52    | 0     | 0     | 0     | 0        | 6     | 3     | 0        | 15          | .667  | 265   | 59.1     | 53       | 7           | 34       | 7     | 3        | 67       | 0     | 1        | 25    | 22       | 3.34     | 1.47    |

- 2020年度シーズン終了時
- 各年度の太字はリーグ最高

### 年度別守備成績
| 年 度 | 球 団 | 投手  | 投手  | 投手  | 投手  | 投手  | 投手     |
| 年 度 | 球 団 | 試 合 | 刺 殺 | 補 殺 | 失 策 | 併 殺 | 守 備 率 |
| ----- | ----- | ----- | ----- | ----- | ----- | ----- | -------- |
| 2019  | 広島  | 52    | 0     | 11    | 1     | 0     | .917     |
| 通算  | 通算  | 52    | 0     | 11    | 1     | 0     | .917     |

- 2020年度シーズン終了時

### 記録
NPB投手記録
- 初登板：2019年3月30日、対読売ジャイアンツ2回戦（MAZDA Zoom-Zoomスタジアム広島）、7回表に3番手で救援登板、2/3回無失点
- 初奪三振：2019年3月31日、対読売ジャイアンツ3回戦（MAZDA Zoom-Zoomスタジアム広島）、7回表に吉川尚輝から空振り三振
- 初勝利：2019年5月4日、対読売ジャイアンツ7回戦（MAZDA Zoom-Zoomスタジアム広島）、10回表に5番手で救援登板・完了、1回無失点
- 初ホールド：2019年5月5日、対読売ジャイアンツ8回戦（MAZDA Zoom-Zoomスタジアム広島）、6回表に3番手で救援登板、2回無失点

### 背番号
- 58 （2019年）

### 登場曲
- チャルメラの効果音（2019年 - ）